# Mongardino
Mongardino là một đô thị ở tỉnh Asti vùng Piedmont thuộc Ý, nằm ở vị trí cách khoảng 45 km về phía đông nam của Torino và khoảng 6 km về phía nam của Asti. Tại thời điểm ngày 31 tháng 12 năm 2004, đô thị này có dân số 989 người và diện tích là 6,7 km².
Mongardino giáp các đô thị: Asti, Isola d'Asti và Vigliano d'Asti.